# Peruanska amazonas

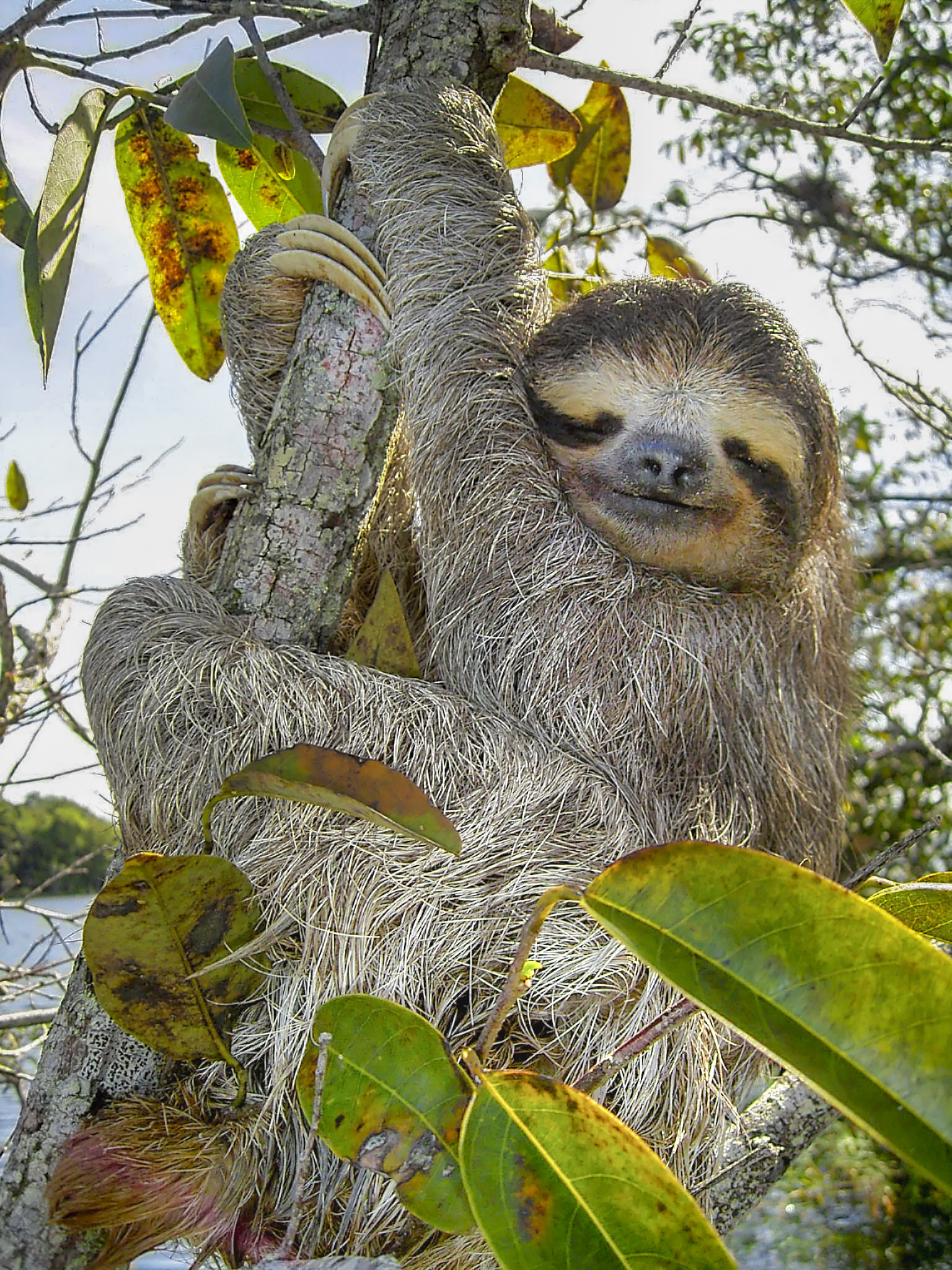
Sengångaren (Bradypus tridactylus) är ett av världens långsammaste däggdjur. Det är ett av de mest representativa djuren för det peruanska amazonas.

Peruanska amazonas (Amazonía del Perú), eller La Selva och El Oriente (tidigare kallat montaña) är lokala benämningar på Amazonas regnskog, den stora peruanska tropiska regnskogen i Sydamerika. Storleken på området som detta biom upptar, uppgår till mer än 782800 km², från de östra utlöparna av Anderna till de administrativa gränserna för ecuadorianska amazonas, colombianska Amazonas, Brasilien och Bolivia på slätterna i amazonas.
Peruanska Amazonas är ett av de områdena på jorden med störst biodiversitet och endemism, och samtidigt den biogeografiska region i Peru med minst befolkning. Trots den låga befolkningstätheten, är det samtidigt den mest varierade antropologiskt sett. Merparten av landets etniska grupper bor här och talar huvuddelen av Perus inhemska språk.

## Utbredning
Huvuddelen av det peruanska territoriet täcks av den täta djungeln i Amazonas. Enligt Instituto de Investigaciones de la Amazonía Peruana (IIAP), räknas 782.880,55 km² av det peruanska territoriet biogeografiskt som Amazonía, vilket innebär 13,05% av kontinenten, det näst största amazonområdet, efter det i Brasilien. Amazonflodens dalsänka, som föds i Andernas toppar upptar ett mycket större område 967.922,47 km², cirka 16,13% av bäckenet.

## Ekoregioner och klimat
Peruanska Amazonía bildar en biogeografisk region för sig själv, bestående av regnskogens biom vars typiska vegetation är tät skog av städsegröna gömfröväxter och dess klimat är fuktigt regnskogsklimat. Enligt den traditionella indelningen som gjordes av Javier Pulgar Vidal 1938, består det peruanska amazonía-området av två höjdmässigt väl skilda områden: La Selva baja och la Selva alta ("låglandsregnskog" och "höglandsregnskog").

## Biodiversitet
Den peruanska regnskogen i Amazonas är en av de zoner på jorden som har störst biologisk variation. Artrikedomen är så stor att man uppskattar att största delen av arterna fortfarande inte är upptäckta och än mindre tillräckligt studerade. Peru är det land, näst efter Colombia (inklusive de karibiska öarna: Providencia och San Andrés), som har flest fågelarter i världen och det tredje landet vad avser däggdjur, av vilka 44% respektive 63% lever i peruanska Amazonas.
| Taxonomisk grupp              | Antal arter registrerade i världen | Antal arter registrerade i Peru | Antal arter registrerade i peruanska Amazonas | % Peru vs Världen | % Peruanska amazonas vs Peru |
| ----------------------------- | ---------------------------------- | ------------------------------- | --------------------------------------------- | ----------------- | ---------------------------- |
| Amfibier                      | 5125                               | 403                             | 262                                           | 8                 | 65                           |
| Fåglar                        | 9672                               | 1878                            | 806                                           | 19                | 44                           |
| Fanerogamer och högre växter  | 250000                             | 17144                           | 7372                                          | 7                 | 43                           |
| Ormbunksväxter (Pteridophyta) | 10000                              | 1000                            | 700                                           | 10                | 70                           |
| Däggdjur                      | 4629                               | 462                             | 293                                           | 10                | 63                           |
| Fjärilar                      | 16000                              | 3366                            | 2500                                          | 21                | 74                           |
| Insjöfisk                     | 8411                               | 900                             | 697                                           | 11                | 77                           |
| Reptiler                      | 7855                               | 395                             | 180                                           | 5                 | 46                           |

Tabellen utarbetades med hjälp av information från olika källor (åren 1997, 2001 och 2006) och är citerade i Plan de Negocios för SIAMAZONÍA.